# GNLY
GNLY‏ (Granulysin) هوَ بروتين يُشَفر بواسطة جين GNLY في الإنسان.